# Provincia marítima de Gijón
La provincia marítima de Gijón es una de las treinta provincias marítimas en que se divide el litoral de España. Su matrícula es GI. Históricamente cubría toda la costa del Principado de Asturias, pero el 18 de mayo de 2007, por Real Decreto 638/2007, se creó la provincia marítima de Avilés, quedando Asturias dividida en dos. Avilés se hace cargo de los distritos marítimos de Avilés, San Esteban de Pravia y Luarca, mientras que Gijón se divide en cinco distritos marítimos:
- Llanes (GI-1): desde la ría de Tina Mayor hasta cabo de Mar.
- Ribadesella (GI-2): desde el cabo de Mar hasta la punta de la Isla.
- Lastres (GI-3): desde la punta de la Isla hasta la punta de la Entornada.
- Gijón (GI-4): desde la punta de la Entornada hasta punta Socampo.
- Luanco (GI-5): desde la punta Socampo hasta el cabo de Peñas.

- Datos: Q6088979